# マリー・ガラント島
マリー＝ガラント島（マリー＝ガラントとう、Île de Marie-Galante）とはカリブ海は小アンティル諸島のリーワード諸島に浮かぶフランス領グアドループに属する島である。経済は伝統的に砂糖で、漁業と観光も盛ん。島にはグラン＝ブール、カペステール＝ド＝マリー＝ガラント、サン＝ルイ3つのコミューンがある。島の最大のコミューンはグラン＝ブールである

## 歴史
3世紀、島にアラワク族が定住し、島をトゥルカエラ（Touloukaéra）と呼んだ。9世紀にカリブ族が島を征服し、『綿の島』を意味するアイチ（Aïchi）またはアウリナガン（Aulinagan）と呼んだ。先住民たちはキャッサバを栽培し、薬草の栽培や効能を知っていた。漁業も行っていた。彼らの地下洞窟や村の遺跡では、宗教に関連したヒエログリフ、そして陶器が見つかっている。1493年クリストファー・コロンブスがその第二回航海に際して島に上陸し、旗艦マリア・ガランダの名をとって島の名とした。およそ50人のフランス人入植者が、1649年に初めて島の砦に入植した。1653年には2つ目の砦がグラン＝ブールに隣接して築かれた。1660年まで続いたカリブ族の襲撃で、フランス人植民者は困難な生活を強いられた。1660年、バス＝テール島において先住民と植民者との講和条約が締結された。
島ではタバコ、インディゴ、コーヒー豆、綿花が栽培されてきた。17世紀半ば、プランテーション栽培のためのアフリカ人奴隷が初めてマリー＝ガラント島へ連れてこられた。1671年には島の人口約57％がアフリカ系で占められるようになった。また、ユダヤ系オランダ人がブラジルから追放されてマリー＝ガラントへ移住し、彼らがサトウキビ栽培と技術を持ち込んだ。
1676年、オランダ艦隊が島を攻撃して住民を追放し、住民の財産を没収した。新たに植民が行われても、新住民たちは数回のオランダによる攻撃を受けた。

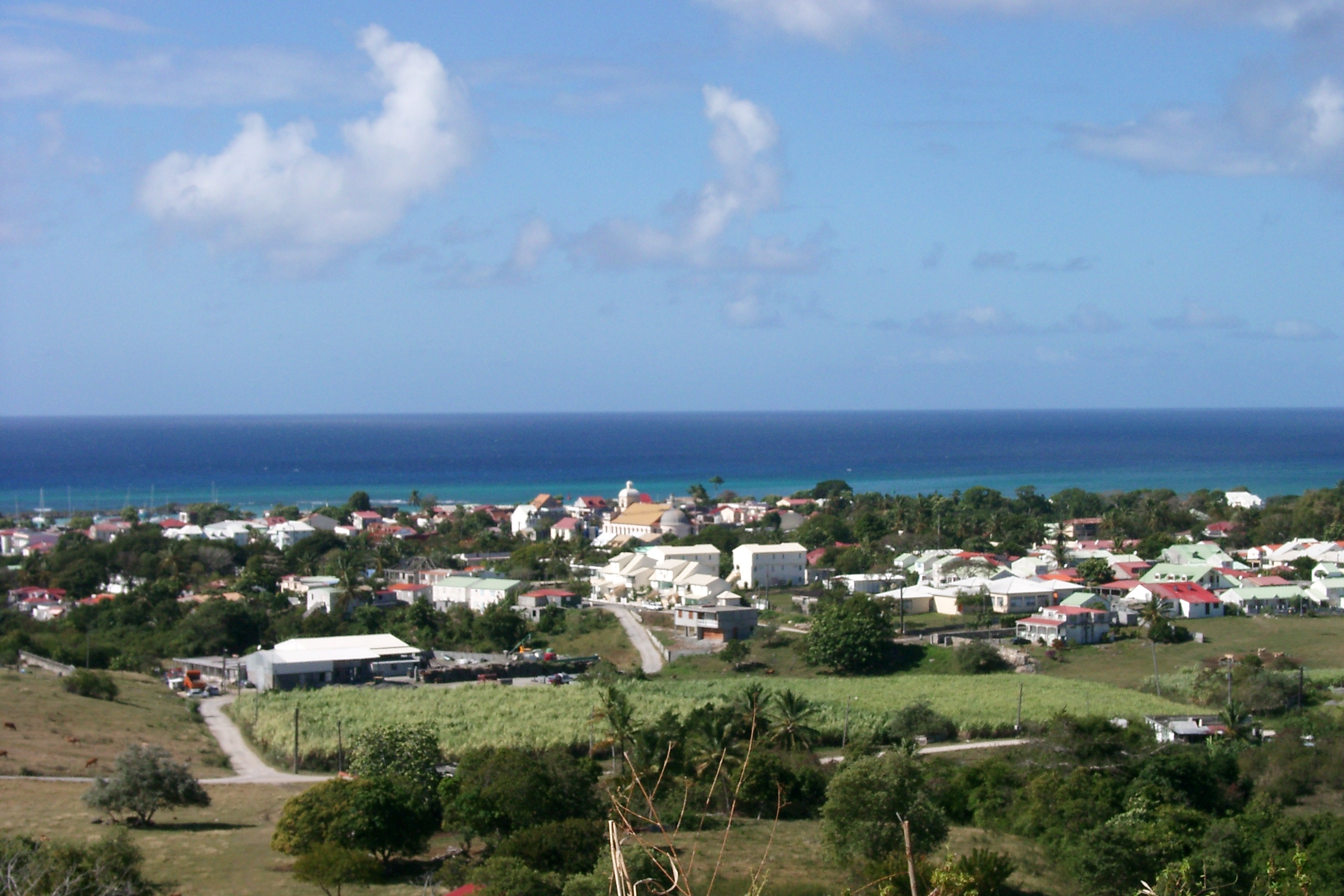
グラン＝ブールの町並み

1692年から1816年まで、フランスとイギリスはマリー＝ガラント島の領有をめぐって5度争った。この時代、1792年から1794年にかけて島は独立していた。1790年、マリー＝ガラントには約11,500人の住民がおり、そのうち9400人が奴隷だった。
1838年、グラン＝ブールは大火にあい、1843年に島で地震が発生した。
奴隷反乱、そしてフランス人の奴隷制度廃止論者は1848年に奴隷制度廃止を勝ち取った。しかしこれは植民者からの暴力をやめさせることはできなかった。1849年の議会選挙では、奴隷制度廃止に反対する大農園主が組織する警察が元奴隷を抑圧したのである。元奴隷の子孫たちがマリー＝ガラントの精糖業のオーナーになるには、1920年まで待たねばならなかった。
1865年、サイクロンとコレラが島の人口を大きく減少させた。1902年、2度目の大火がグラン＝ブールを襲った。1928年と1995年にも大きなサイクロンが島に上陸している。